# Erszényesvakondok
Az erszényesvakondok az emlősök (Mammalia) osztályának, az elevenszülő emlősök (Theria) alosztályának, az erszényesek (Marsupialia) alosztályágának erszényesvakond-alakúak (Notoryctemorphia) rendjét, az egyetlen abba tartozó családot, az erszényesvakond-félék (Notoryctidae) családját, és az abba tartozó egyetlen nemet (Notoryctes) egyaránt jelentheti.

## Előfordulás
Ausztrália nyugati részén honosak.

## Rendszerezés
Az erszényesvakondok egy nemébe két faj tartozik:
- Notoryctes – Stirling, 1891
  - déli erszényesvakond (Notoryctes typhlops)
  - északi erszényesvakond (Notoryctes caurinus)